# Winfred P. Lehmann
Winfred Philipp Lehmann (* 23. Juni 1916 in Surprise, Nebraska; † 1. August 2007) war ein US-amerikanischer Linguist deutscher Herkunft.

## Leben
Winfred P. Lehmann wurde in eine deutsche Einwandererfamilie geboren, so dass seine Muttersprache Deutsch war. Seine Eltern waren Philipp Ludwig Lehmann, lutherischer Pastor, und Elenore Friederike geb. Grosnick. Er war seit 1940 mit der Anglistin Ruth Preston Miller Lehmann († 3. April 2000) verheiratet. Sie war Professorin am English Department der University of Texas at Austin.
Lehmann studierte an der University of Wisconsin in Milwaukee „Germanic Linguistics“ und promovierte dort 1941 zum Ph.D. 1942 bis 1946 war er bei der amerikanischen Armee Experte für die japanische Sprache. 1946 wurde er Assistant Professor im Germanic Department der Washington University und wechselte 1949 an die University of Texas in Austin, wo er bis zu seiner Emeritierung 1986 als Professor tätig war. Sein letzter Titel war „Louann and Larry Temple Centennial Professor Emeritus in the Humanities“.
Er tat sich besonders in der historischen Linguistik hervor, insbesondere in der Indogermanistik. Dabei war er einer der wenigen, die sich ausführlich mit der Erforschung der Syntax der indogermanischen Ursprache und mit ihrer Vorgeschichte beschäftigten. Sein (in der Fachwelt umstrittener) Ansatz verwendet die generative Grammatik und die Methoden der Sprachtypologie von Theo Vennemann, mit dem er auch viel kooperierte.

## Schriften
- 2002. Pre-Indo-European. Washington, DC: Institute for the Study of Man. ISBN 0-941694-82-8.
- 1993. Theoretical Bases of Indo-European Linguistics. London: Routledge. ISBN 0-415-08201-3.
- 1992. Historical Linguistics. 3rd ed. London: Routledge. ISBN 0-415-07243-3.
- 1974. Proto-Indo-European Syntax. Austin: Univ. of Texas Press. ISBN 0-292-76419-7
- 1952. Proto-Indo-European Phonology. Austin: Univ. of Texas Press and Linguistic Society of America. ISBN 0-292-73341-0.

## Ehrungen
- Ehrendoktor der University of Wisconsin–Madison
- Ehrendoktor der State University of New York
- Großes Bundesverdienstkreuz (23. September 1986)[1]